# ピアジオ・エアロ・インダストリーズ
ピアジオ・エアロ・インダストリーズ (Piaggio Aero Industries S.p.A.) はイタリアの航空機及び航空機部品メーカーである。かつてはリナルド・ピアッジオ (Rinaldo Piaggio S.p.A) として知られていた。
リナルド・ピアッジョが自分の名前で1884年に設立。1960年代にオートバイ部門と分離し、航空機部門は「IAM Rinaldo Piaggio」となった。Josè Di Maseとピエロ・フェラーリにより買収され、1998年11月に設立。

## 航空機
（リナルド・ピアジオ時代の航空機を含む）
- P.1
- P.2
- p.7
- P.11
- P.108
- P.111
- P.136
- P.148
- P.149
- P.150
- P.166（イタリア語版、英語版）
- P.180 アヴァンティ
- PD.808